# Кус Бей (град, Орегон)
Кус Бей (на английски: Coos Bay) е град в окръг Кус, щата Орегон, САЩ. Кус Бей е с население от 16210 жители (2007) и обща площ от 41,3 km². Намира се на 3,05 m надморска височина. ЗИП кодът му е 97420, а телефонният му код е 541.